# سرندیپیتی ۳

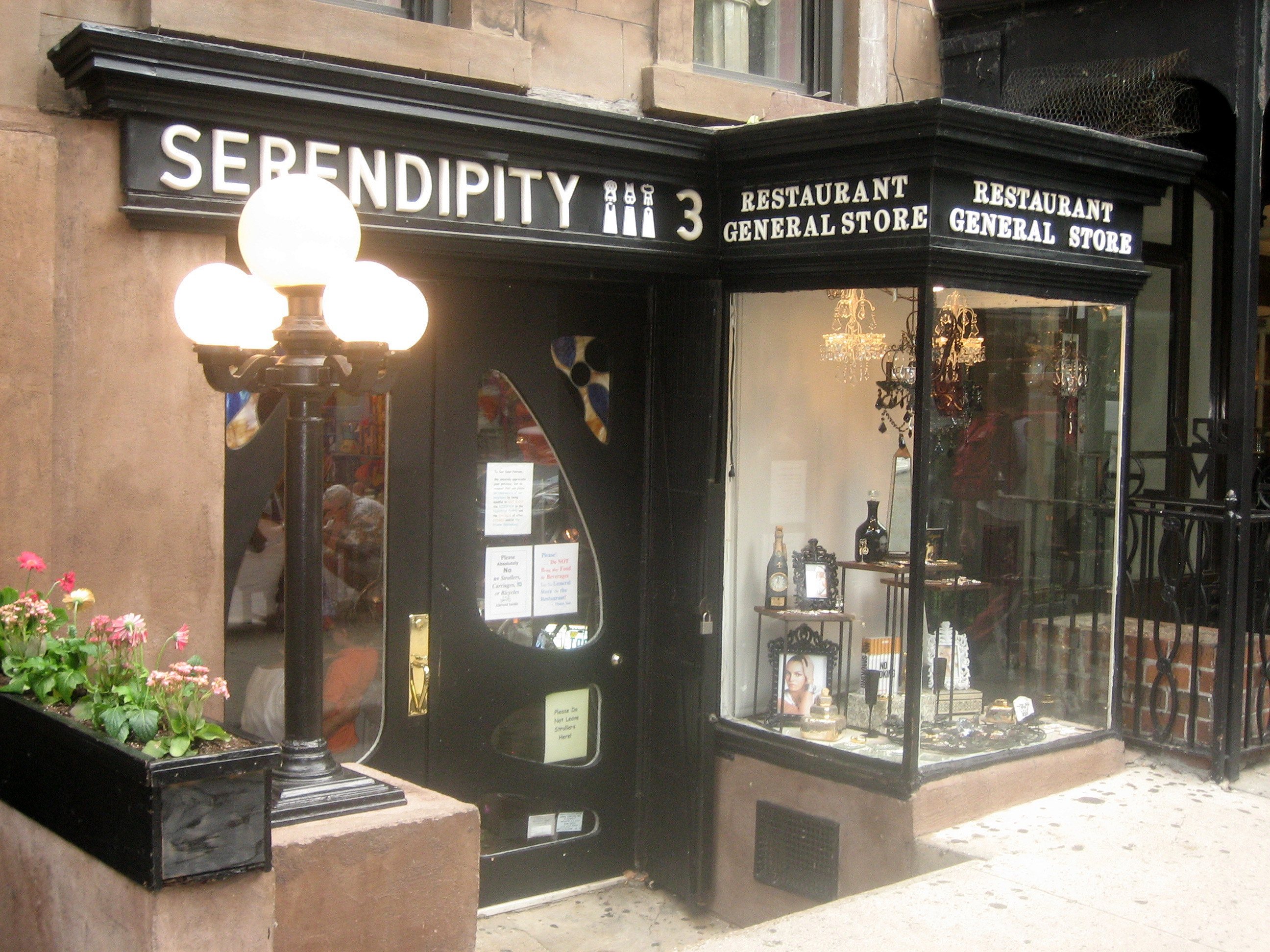
ورودی رستوران سرندیپیتی ۳ در سال ۲۰۰۷

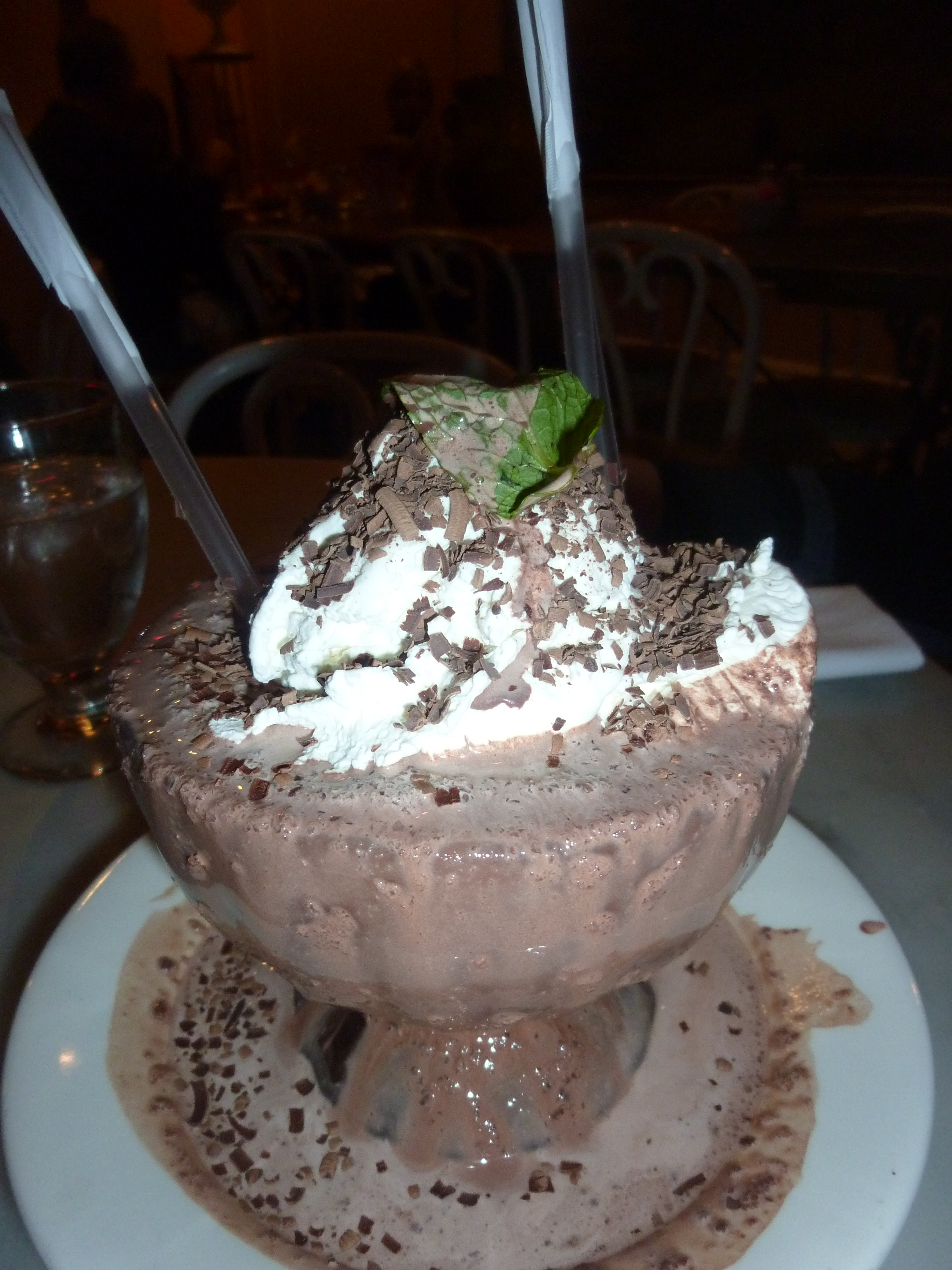
شکلات داغ سرد با نعنا

سرندیپیتی ۳ (به انگلیسی: Serendipity 3) که غالباً به صورت سرندیپیتی III نوشته می‌شود یک رستوران است که در شمال و شرق منهتن قرار دارد. این رستوران توسط استفن بروس در سال ۱۹۵۴ تأسیس شد. چند فیلم از جمله فیلم کمدی رمانتیک سرندیپیتی در این رستوران فیلم‌برداری شده‌اند. این رستوران دارای منیوی کامل غذایی است اما بیشتر به دلیل هات‌داگ‌های بلند و نوشیدنی‌های یخی و به ویژه نشان تجاری خود «شکلات داغ یخ زده» معروف است. سرندیپیتی همواره یکی از رستوران‌های مورد علاقهٔ اهالی منهتن، توریستها و مشاهیر است.

## رکورد
در نوامبر ۲۰۰۷ سرندیپیتی از دسر ۲۵٬۰۰۰ دلاری خود با نام «فروزن هات چاکلت»
(به انگلیسی:Frrrozen Haute Chocolate) پرده برداری کرد. این دسر به عنوان گرانترین دسر جهان در رکوردهای جهانی گینس به ثبت رسید.